# نفايات مشعة عالية المستوى

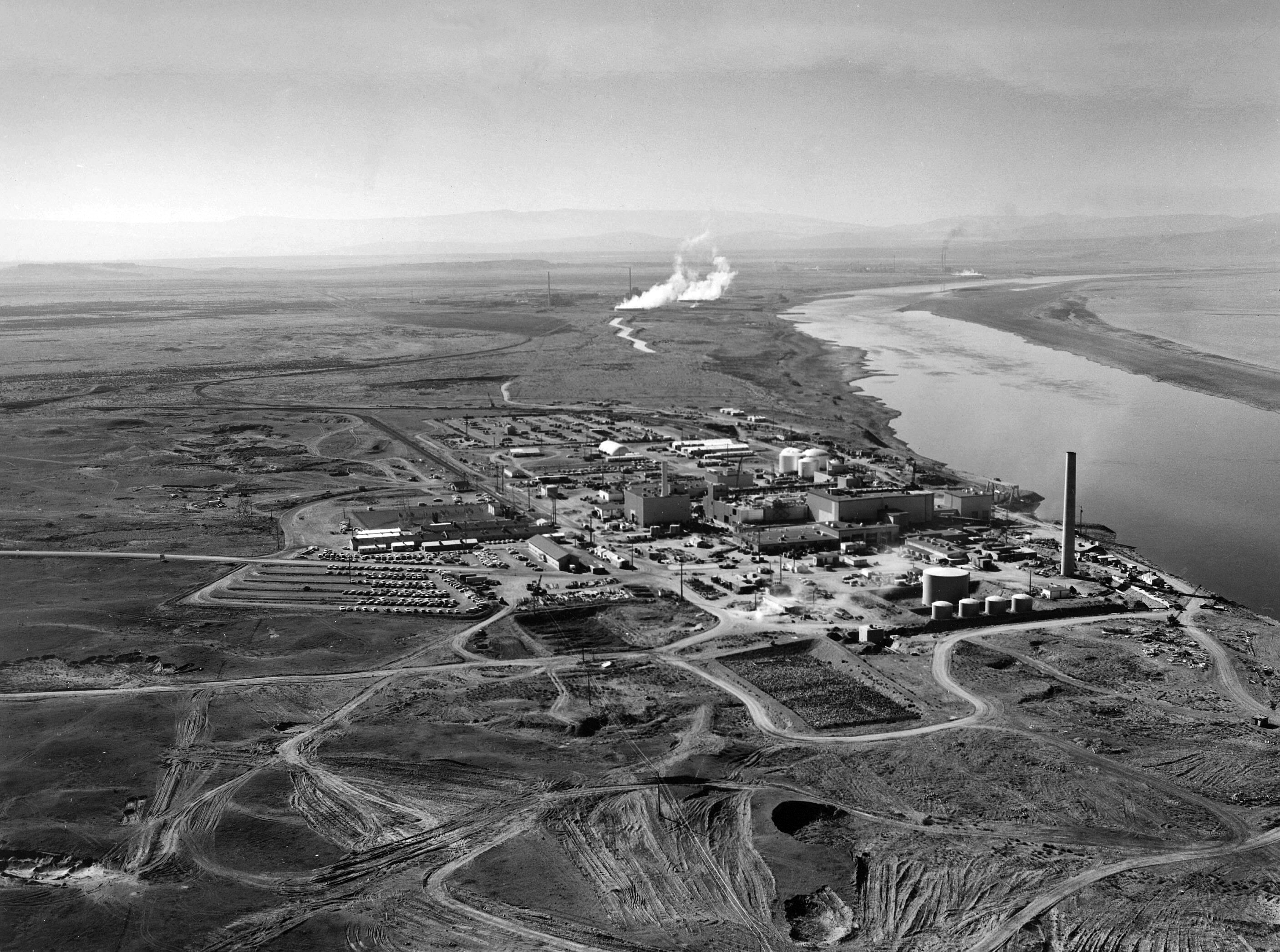
يمثل موقع هانفورد 7-9 في المائة من النفايات المشعة عالية المستوى في أمريكا من حيث الحجم. تصطف المفاعلات النووية على ضفة النهر في موقع هانفورد على طول نهر كولومبيا في يناير 1960.

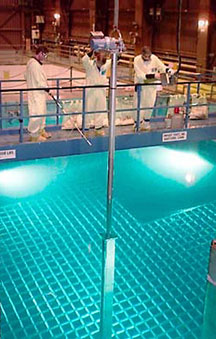
تجمع الوقود المستهلك

نفايات مشعة عالية المستوى هي النفايات الناتجة عن التزجيج من النفايات السائلة عالية المستوى.

## نبذة
عادةً ما يتم الاحتفاظ بالنفايات عالية المستوى السائلة بشكل مؤقت في خزانات تحت الأرض في انتظار التزجيج. معظم النفايات عالية المستوى التي أنشأها مشروع مانهاتن وبرامج أسلحة الحرب الباردة موجودة في هذا النموذج لأن تمويل المزيد من المعالجة لم يكن عادة جزءًا من برامج الأسلحة.
يعتبر كل من الوقود النووي المستهلك والنفايات المزججة أشكالًا مناسبة للتخلص طويل الأجل، بعد فترة من التخزين المؤقت في حالة الوقود النووي المستهلك.
تحتوي النفايات المشعة عالية المستوى على العديد من نواتج الانشطار والعناصر عبر اليورانيوم المتولدة في قلب المفاعل وهو نوع النفايات النووية ذات النشاط الأعلى. تمثل النفايات المشعة عالية المستوى أكثر من 95 ٪ من إجمالي النشاط الإشعاعي المنتج في عملية الطاقة النووية.
بمعنى آخر في حين أن معظم النفايات النووية عبارة عن نفايات منخفضة المستوى ومتوسطة المستوى، مثل الملابس والمعدات الوقائية الملوثة بالإشعاع، فإن غالبية النشاط الإشعاعي الناتج عن عملية توليد الطاقة النووية يأتي من نفايات عالية المستوى.
في الولايات المتحدة، تبلغ نسبة النفايات المشعة عالية المستوى الناتجة عن إعادة معالجة الوقود المستهلك من محطات الطاقة الكهربائية أقل من 1٪ من إجمالي حجم النفايات المشعة عالية المستوى في الولايات المتحدة؛ الباقي مرتبط بالدفاع. تقوم بعض الدول الأخرى مثل فرنسا بإعادة معالجة الوقود المستهلك التجاري.
النفايات عالية المستوى مشعة للغاية وبالتالي تتطلب وقاية خاصة أثناء المناولة والنقل. في البداية يحتاج أيضًا إلى تبريد لأنه يولد قدراً كبيراً من الحرارة. معظم الحرارة على الأقل بعد تدهور النيوكليدات قصيرة العمر، هي من المنتجات الانشطارية متوسطة العمر مثل نظير السيزيوم 137 ونظير السترونتيوم 90، التي لها عمر نصف يبلغ 30 سنة.
ينتج مفاعل نووي كبير 1000 ميجاوات نموذجي من 25 إلى 30 طن من الوقود المستهلك سنويًا. إذا تمت إعادة معالجة الوقود وتزجته، فإن حجم النفايات سيكون فقط حوالي ثلاثة أمتار مكعبة في السنة ولكن حرارة الانحلال ستكون هي نفسها تقريبا.
من المقبول عمومًا أن النفايات النهائية سيتم التخلص منها في مستودع جيولوجي عميق، وقد وضعت العديد من الدول خططًا لمثل هذا الموقع، بما في ذلك فنلندا وفرنسا واليابان والولايات المتحدة والسويد.